# Angraecum keniae
Angraecum keniae är en orkidéart som beskrevs av Friedrich Fritz Wilhelm Ludwig Kraenzlin. Angraecum keniae ingår i släktet Angraecum och familjen orkidéer. Inga underarter finns listade i Catalogue of Life.